# Dana Bilde

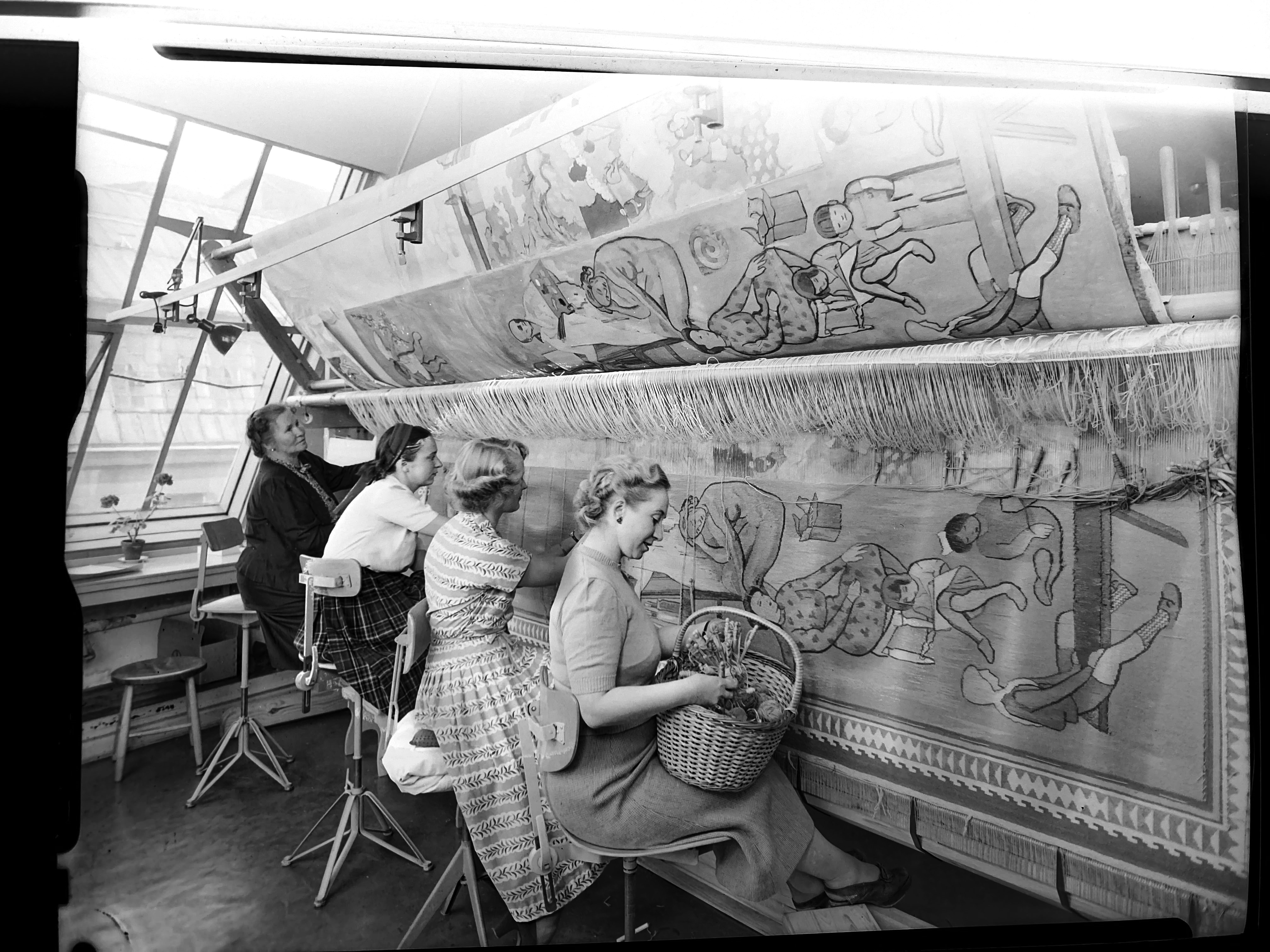
Dana Bilde längst till vänster i bild under arbetet med bildvävnaden "En vårdag i Stockholm".

Dana Ellen Petrea Bilde, född 18 maj 1889 i Södra Vram i Malmöhus län, död 12 december 1975 i Norra Vram i Malmöhus län, var en svensk skulptör, bild- och textilkonstnär.

## Biografi
Dana Bilde var dotter till Nils Persson Bilde och hans hustru Elise Lundvall. Hon växte upp i Skåne, men flyttade så småningom till Stockholm där hon under 1920-talet debuterar hon som konstnär. Hon var syster till teknikern och musikfrämjaren Tage Bilde. Modern hade arbetat som lärarinna och var konstväverska.
Under åren 1930-1932 framställde hon bildvävnaden ”Svenska sjömän i främmande hamn” tillsammans med fem väverskor. Motivet målades i naturlig storlek av konstnären Hilding Linnqvist och donationer från Eva Bonniers donationsfond möjliggjorde framställningen. Bildvävnaden hänger i sal 5 på Stockholms stadsbibliotek. Linnqvists ”En vårdag i Stockholm” framställde Bilde 1949 i form av bildvävnad i samarbete med Nordiska kompaniets textilkammare. Även då ledde hon fem väverskor i arbetet med vävnaden. I början av maj 1950 ställdes den ut i NK:s ljushall under en vecka. 1951 vävde hon tillsammans med medhjälparna Berta Jansson och Karin Engberg en bildvävnad återigen av Hilding Linnqvist för S/S Patricia. Den framställdes på NK och placerades i skeppets förstaklassentré.
Ett porträtt av Bilde tecknat av konstnären Edvard Wallenqvist finns på Moderna museet.
Dana Bilde var från 1936 gift med den polska målaren, grafikern och skulptören Józef Hecht fram till hans död 1951. Hon flyttade sedan tillbaka till Skåne där hon bodde fram till sin död 1975.